# 諏訪川 (福島県)
諏訪川（すわがわ）は、福島県いわき市を流れる河川であり、二級水系諏訪川水系の本流である。

## 地理
いわき市中部の平地区東部を流れる河川であり、沿岸部の平豊間西部の山間部を水源地とする。平豊間の中南部を南北に貫き、途中寺下川と合流し、二見ヶ浦にて太平洋に至る。下流側1.7㎞が二級河川として福島県により、上流側0.8kmが普通河川としていわき市により管理されている。

### 流域の自治体
福島県
- いわき市

## 支流
- 寺下川

## 災害
- 2011年3月11日に発生した東日本大震災に伴う津波により、護岸などの河川施設を含めた地域一帯が甚大な被害を受け、震災復興土地区画整理事業と併せて復旧がなされた。

## 主な橋梁
下流より記載
- 諏訪橋 - 福島県道382号豊間四倉線
- 豊間橋 - 福島県道15号小名浜四倉線
- 北寺前1号橋 - 一般市道011722号下町鈴之沢線
- 堂正前1号橋 - 一般市道011721号原町寺前線
- 堂正前5号橋 - 一般市道011715号樋口2号
- 大石1号橋 - 二級市道160043号豊間上蔵持線